# HexChat
HexChat was een IRC-client voor Windows, macOS en Linux.

## Functies
HexChat kon uitgebreid worden met plug-ins. Deze konden onder meer geschreven worden in Python, Perl en Lua. D-Bus en JavaScript behoorden ook tot de mogelijkheden, maar werden niet officieel ondersteund.
HexChat maakte gebruik van een aangepast GTK+-thema en leverde daarnaast spellingcontrole mee. Via DCC konden bestanden verstuurd worden.
Automatisch verbinden met een IRC-netwerk behoorde ook tot de mogelijkheden, alsook de favoriete kanalen automatisch openen. Automatisch inloggen kon dankzij ingebouwde SASL-ondersteuning.

## Geschiedenis
HexChat begon als XChat-WDK (voor Windows), een van de vele forks van XChat. XChat-WDK bevatte foutoplossingen voor Windows-specifieke problemen. In 2012, nadat de ontwikkeling van XChat was stopgezet, werden er ook Linux- en OS X-versies gemaakt onder de nieuwe naam HexChat.
Op 9 februari 2024 werd bekendgemaakt dat de ontwikkeling na de op dat moment recentste versie (2.16.2) zou worden stopgezet.